# Arco (Renfe)
Pour les articles homonymes, voir Arco.
 (janvier 2020).

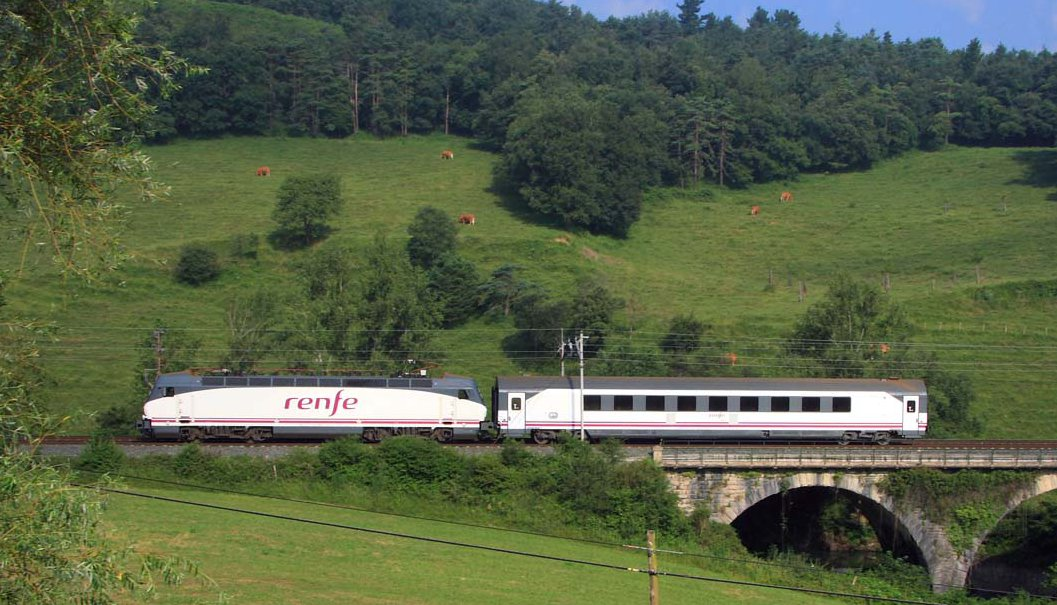
Arco Camino de Santiago Bilbao - Vigo composé d'une locomotive 252 et d'une voiture 2000 à Saratxo.

Arco était jusqu'à 2020 le nom commercial d'un service ferroviaire de passagers assuré par Renfe Operadora en Espagne qui utilise des trains composés des voitures de la série 2000 Arco, à savoir d'anciennes B11x-10200 (série 10000) transformées qui ont été équipées de bogies permettant une vitesse de 220 km/h. Les bogies sont une version modifiée du modèle GC-1 de CAF, dénommée GC-3, qui permet un meilleur confort à des vitesses supérieures. 

## Description
Les services de passagers Arco assurés par Renfe Operadora desservent actuellement 3 routes: Arco Camino de Santiago Pays Basque - Galice; Arco García Lorca Barcelone - Estrémadure / Andalousie ; Arco Monforte de Lemos - La Corogne. Cette dernière relation train fut mise en service en 2008 notamment pour permettre la connexion avec le train Alvia Barcelone-Sants - Vigo qui circule quotidiennement. 
Jusqu'au 2 mai 2008 Renfe Operadora opérait des services Arco sur la ligne longeant la Mer Méditerranée entre Murcie et Portbou / Cerbère. Renfe Operadora utilise à l'heure actuelle autres produits ferroviaires pour couvrir couvrent les relations de longue distance de la côte méditerranéenne espagnole.

## Spécifications techniques
- Début des circulations sous appellation Arco : 1999
- Lignes en service: 3
- Constructeurs: Renfe, CAF
- Unités produites: 41
- Vitesse maximale: 220 km/h
- Vitesse commerciale: 200 km/h
- Courant des voitures: 3 kV (CC)
- Écartement des rails: 1,668 mm (ibérique)
- Nombre de places assises:
  - A9t-2000 56 places en clase Preferente (1re classe)
  - B10t-2200 80 places en clase Turista (seconde classe)
  - Br3t-2800 24 places en clase Turista (seconde classe) + 1 place pour les passagers à mobilité réduite.

## Service
| Nom                                               | Départ / Destination | Gares desservies | Départ / Destination                                      |
| ------------------------------------------------- | -------------------- | --- | --------------------------------------------------------- |
| Arco García Lorca                                 | Barcelone-Sants      | Sant Vicenç de Calders · (uniquement direction Barcelone) · Tarragone · Salou · L'Aldea-Amposta-Tortosa · Vinaroz · Benicarló-Peñíscola · Castellón de la Plana · València-Nord · Xàtiva · Albacete · Villarrobledo · Socuéllamos · Alcázar de San Juan.              | Badajoz / Almería / Séville-Santa Justa/ Grenade/ Málaga. |
| Arco Camino de Santiago (Chemin de Saint-Jacques) | Irun / Hendaye       | Saint-Sébastien · Zumárraga · Alsasua · Vitoria · Miranda de Ebro · Burgos-Rosa de Lima · Palencia · Sahagún · León · Astorga · Bembirre · Ponferrada · El Barco de Valdeorras, La Rúa-Petín · Monforte de Lemos · Orense - Carballino · Saint-Jacques-de-Compostelle | La Corogne                                                |
| Arco Camino de Santiago (Chemin de Saint-Jacques) | Bilbao-Abando        | Llodio · Miranda de Ebro · Burgos-Rosa de Lima · Palencia · Sahagún · León · Astorga · Bembirre · Ponferrada · El Barco de Valdeorras, La Rúa-Petín · Monforte de Lemos · Orense - Guillarey · Redondela de Galicia                                                   | Vigo-Guixar                                               |
| Arco La Corogne - Monforte de Lemos               | Monforte de Lemos    | Sarria · Lugo · Guitiriz · Curtis · Betanzos-Infesta | La Corogne                                                |

Notes: les deux rames Camino de Santiago circulent raccordées entre Miranda de Ebro et Orense. Le train García Lorca part de Barcelone-Sants en une seule composition et se divise en cinq rames différentes le long de son parcours pour atteindre jusqu'à six destinations différentes (une rame alterne entre Grenade et Almería en fonction de la date).

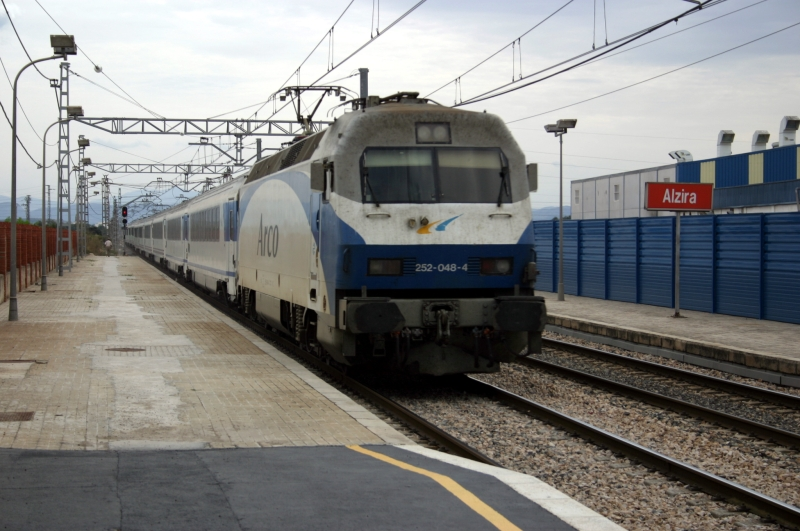
Arco N° 697 García Lorca lors de son passage par la gare d'Alzira (Valence).
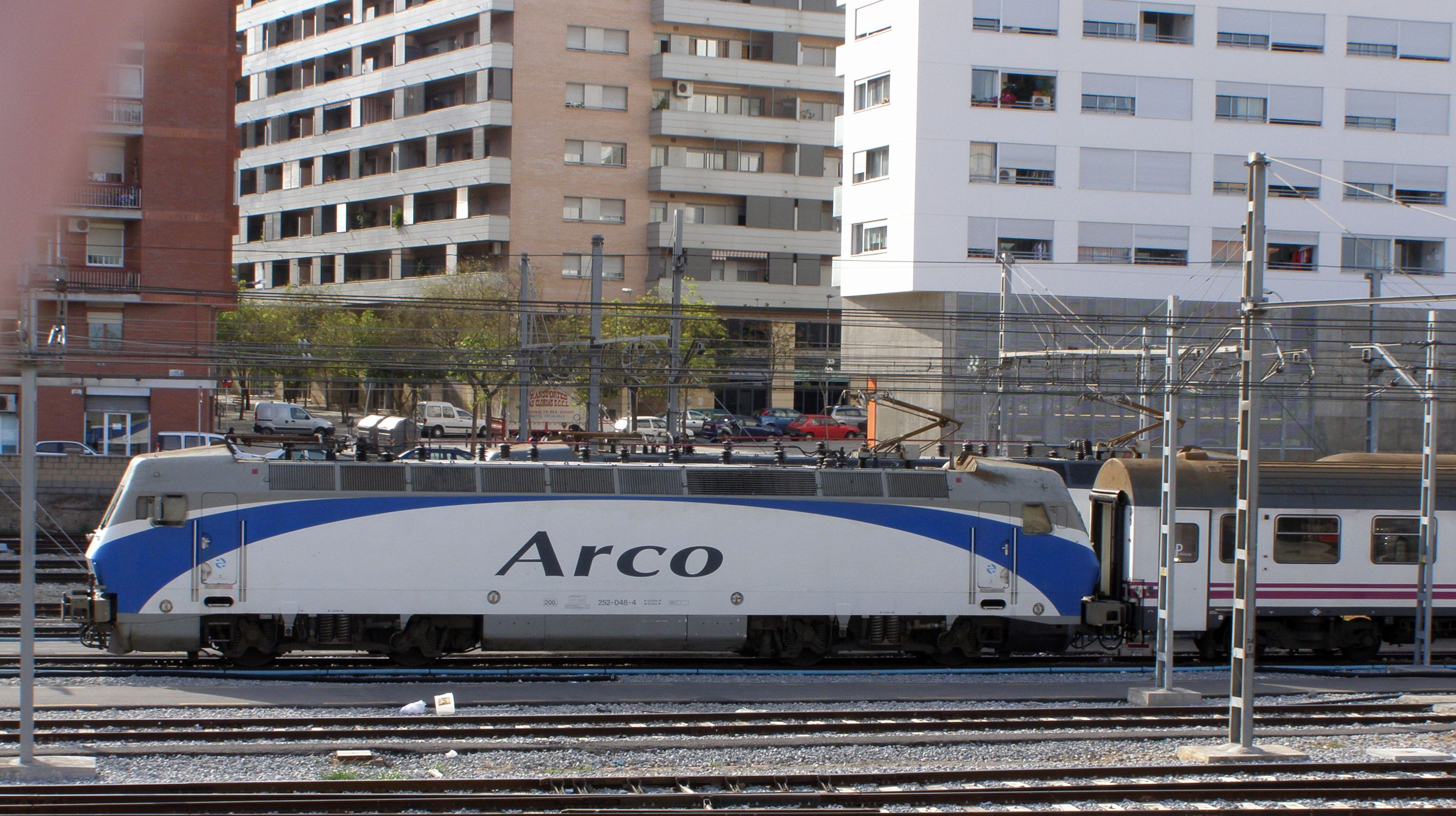
Renfe 252-048-4 Arco et voiture série 10000 à Sant Andreu Comptal en 2008.
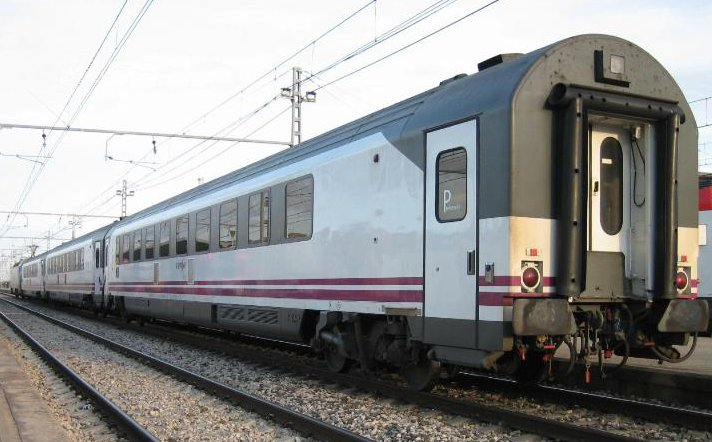
Train Arco Valence - Barcelone et ses voitures 2000.